# Los seductores
L'Arnacœur (conocida en México, Colombia, Argentina y Rep. Dominicana como Los rompecorazones; y en España y el resto de Hispanoamérica como Los seductores), es una película comedia-romántica, dirigida por Pascal Chaumeil.

## Argumento
El encantador y atractivo Alex (Romain Duris), su hermana Mélanie (Julie Ferrier) y su cuñado Marc (François Damiens) dirigen un negocio único para clientes preocupados por terceros: rompen relaciones, pero solo aquellas en las que la mujer es "infeliz sin darse cuenta", a menudo a petición de un familiar o un amigo cercano. El trío urde artimañas elaboradas, personalizadas y a veces costosas para engañar a las mujeres. Tras hacerlas caer en su trampa, Alex les dice que lo ha devuelto a la vida, pero que ya es demasiado tarde para él. Presumiblemente, las mujeres abandonan sus relaciones para buscar hombres que las hagan sentir como Alex.
Un hombre adinerado, florista y gánster (Jacques Frantz), les contrata para impedir la inminente boda de su hija Juliette (Vanessa Paradis) con Jonathan (Andrew Lincoln), un inglés adinerado al que desaprueba. Sin embargo, solo tienen diez días para hacerlo antes de la boda. Tras una exhaustiva investigación, el trío descubre que la pareja está realmente enamorada y es perfecta el uno para el otro, lo que complica aún más la tarea. Tampoco pueden encontrar los defectos habituales en una pareja que suelen provocar rupturas. Alex inicialmente rechaza el trabajo, pero sus problemas con un usurero le hacen dejar de lado sus principios e intentar completar la aparentemente imposible tarea a solo cinco días de la boda.
Cuando Juliette vuela a Montecarlo para prepararse para la boda, Alex se hace pasar por guardaespaldas, para tener acceso cercano y constante a ella. El trío instala micrófonos ocultos en su habitación de hotel y se registra en la habitación contigua. Durante el trabajo, Alex descubre cosas que le gustan a Juliette y finge que también le gustan para impresionarla, como la película Dirty Dancing, el queso roquefort y la música de George Michael. Con el tiempo, ambos empiezan a desarrollar sentimientos el uno por el otro, pero la llegada prematura de Jonathan interrumpe el acceso de Alex a Juliette. La noche antes de la boda, Juliette está inquieta, así que ella y Alex se escapan y pasan una noche divertida, recreando incluso la escena final del baile de Dirty Dancing. A la mañana siguiente, Juliette le confiesa sus sentimientos románticos. Alex comienza su guion habitual, pero al darse cuenta de que no puede estar con ella después de cómo la ha engañado, lo cambia abruptamente y le dice que debería casarse.
Al día siguiente, mientras el grupo sale del hotel, Marc deja caer sin querer el expediente de Juliette delante de ella. Al ver las fotos de vigilancia y su información de antecedentes, se da cuenta de que su padre ha contratado a Alex para intentar impedir la boda. En el aeropuerto, Mélanie, tras observar atentamente los acontecimientos de los últimos días, regaña a Alex por alejarse del amor verdadero para volver a una vida vacía de amoríos falsos y fugaces. Desde el aeropuerto, Alex corre hacia la boda.
Mientras tanto, el padre de Juliette le dice que, aunque Jonathan es un hombre decente, se aburriría de él. Mientras caminaban hacia el altar, le cuenta que Alex se negó a aceptar ningún pago por el contrato. Antes de llegar al final del pasillo, Juliette se da la vuelta y huyó de la ceremonia para buscar a Alex. Ambos se reencontraron y se besan después de que Alex le confiese que odia el roquefort y a George Michael, que nunca ha visto Dirty Dancing, que esta sin blanca y que duerme en su oficina, pero que necesita verla todos los días.

## Personajes
- Romain Duris: Alex Lippi.
- Vanessa Paradis: Juliette Van Der Beck.
- Julie Ferrier: Mélanie Lippi.
- François Damiens: Marc.
- Andrew Lincoln: Jonathan.
- Helena Noguerra: Sophie.
- Jean-Yves Lafesse: Dutour.
- Jacques Frantz: Van Der Beck.

## Producción
La película contó con un presupuesto de unos 8.700.000 €, y recaudó en todo el mundo más de 48 millones de US$. Fue producida por Script Associés, Focus Features y Cinémage 4, entre otras.
El rodaje se desarrolló entre el 7 de junio de 2009 y el 4 de agosto del mismo año. La película cuenta con localizaciones como: Marrakech; Saint-Raphaël; Aeropuerto de Cannes-Mandelieu; Aeropuerto Internacional de Niza-Costa Azul; Mónaco y París.
La primera exhibición del largometraje fue el 23 de enero de 2010 en el Festival de Cine de Comedia de L'Alpe d'Huez. El estreno comercial se produjo el 17 de marzo de 2010 en Francia, Bélgica y Suiza. Posteriormente acudió a varios festivales (Tribeca, Edimburgo, Karlovy Vary...), compaginándolo con su estreno comercial en países de todo el mundo (Grecia, Israel, Rusia, Singapur, Estados Unidos, China, Vietnam, Australia, Brasil, Argentina, etc...). En España se estrenó comercialmente el 22 de octubre de 2010. 
La banda sonora incluye, además de la música original escrita para la película por el alemán Klaus Badelt, varias piezas de Chopin (dos nocturnos, un vals, y una balada), y canciones como The Story of the Impossible de Peter Von Poehl, Son of a Preacher Man de Dusty Springfield, (I've Had) The Time of My Life interpretada por Bill Medley y Jennifer Warnes, Wake Me Up Before You Go-Go de George Michael y Wham, y The Joker de la Steve Miller Band.

## Curiosidades
La pianista que aparece en la película es Caroline Duris, una talentosa pianista y hermana del actor principal. Ya partició en otra película en la que salía su hermano, De latir mi corazón se ha parado.
Los guionistas afirmaron que una de sus grandes influencias a la hora de escribir fue la película de 1934 Sucedió una noche.
Fue el debut como director de largometrajes de Pascal Chaumeil, aunque llevaba rodados muchos trabajos en televisión y más cien anuncios publicitarios.

## Recepción
La crítica se mostró bastante dividida al hablar sobre esta película. Tiene críticas elogiosas como las de David Denby en The New Yorker («Los seductores, que empieza como una farsa hollywoodiense y se convierte en una comedia romántica, no es más que una lujosa chorrada. Pero se disfruta por la gran diferencia de temperamento entre sus dos estrellas») o de Kenneth Turan en Los Angeles Times («El entretenimiento ingenioso rara vez es tan hábilmente entretenido como lo es en Los seductores, una farsa romántica francesa que es el cine comercial en su máxima expresión.»). También hay críticas más tibias como la de Javier Ocaña en El País («Simpática, aunque algo torpe y carente de gusto en el tratamiento musical (...) Ofrece lo que promete. El que busque clase de verdad, que recupere a Cary Grant") o la de Nathan Rabin para The A.V. Club («Depende demasiado del encanto y el atractivo de protagonistas románticos cuya química es, en el mejor de los casos, tibia como para vender una colección de clichés de comedias románticas.»). Pero también tuvo algunas reseñas francamente negativas como la de Mick LaSalle en San Francisco Chronicle («Se convierte en tan pésima como cualquier tópica comedia romántica francesa: ilógica, inconsistente y chapuceramente escrita.») o la de Manuel Piñón en Cinemanía («Una comedia patosa y sin gas, de una flojera incómoda de ver.»). 
En FilmAffinity obtuvo una puntuación media de 5.7 sobre 10, con 40 críticas y más de 7800 votos populares. En IMDb la puntuación fue de 6.7/10 con más de 28 mil votos. En Metacritic obtuvo un 59 por parte de las 22 críticas profesionales y un 6.6 de media en los 18 votos del público. En Rotten Tomatoes consiguió un 78% de los profesionales y un 76% del público, con más de 75 y 10 mil votos respectivamente.

## Premios
* Fuente: Página de la película en IMDb. 
| Año  | Premio o festival           | Categoría                                 | Nominado         | Resultado |
| ---- | --------------------------- | ----------------------------------------- | ---------------- | --------- |
| 2010 | Premios Satellite           | Mejor Actor – Musical o Comedia           | Romain Duris     | Nominado  |
| 2010 | Festival de Cine de Cabourg | Cisne de Oro a la mejor comedia romántica | Pascal Chaumeil  | Ganador   |
| 2011 | Premios César               | Mejor actor                               | Romain Duris     | Nominado  |
| 2011 | Premios César               | Mejor actriz secundaria                   | Julie Ferrier    | Nominada  |
| 2011 | Premios César               | Mejor actor secundario                    | François Damiens | Nominado  |
| 2011 | Premios César               | Mejor película                            | Pascal Chaumeil  | Nominado  |
| 2011 | Premios César               | Mejor primera película                    | Pascal Chaumeil  | Nominado  |
| 2011 | Premios Magritte            | Magritte al mejor actor de reparto        | François Damiens | Nominado  |
| 2011 | Globes de Cristal           | Mejor película                            | Pascal Chaumeil  | Ganador   |
| 2011 | Globes de Cristal           | Mejor actriz                              | Vanessa Paradis  | Nominada  |
| 2011 | Globes de Cristal           | Mejor actor                               | Romain Duris     | Nominado  |